# مجموعة بهمان
مجموعة بهمن هي شركة تصنيع سيارات مقرها إيران بموجب ترخيص من شركة مازدا . تأسست مجموعة بهمن في عام 1952 تحت عنوان شركة إيران الخليج من قبل السيد أمان الله سرباز وابنه. ومنذ ذلك الحين، قاموا بتصنيع نسخ من شاحنات مازدا، بموجب ترخيص، بما في ذلك إصدارات شاحنات مازدا B-Series والجيل السابق مازدا 323 ومازدا 3 . كما يقومون بتصنيع حافلات إيسوزو وشاحنات فاو وميتسوبيشي باجيرو . حاليا، يرأس المجموعة محمد رضا سروش.
يتم تداول أسهم مجموعة بهمن في بورصة طهران . كانت مجموعة مهر الاقتصادية، وشركة بهمن للاستثمار، وشركة خرازمي للاستثمار، وشركة غدير للاستثمار مساهمين رئيسيين في مجموعة بهمان، حتى سبتمبر 2016 ، بنسبة 27.4٪ و 4.4٪ و 3.2٪ و 3.2٪ على التوالي من إجمالي حصة الشركة على التوالي.  أصبح المساهمون في شركة سيبا للسيارات بعد إنشائها عام 2007.  في عام 2013 ، شكلت مجموعة بهمن علاقة مع فاو جروب ، أكبر صانع سيارات في الصين.
تم إدراج مجموعة بهمان سنويًا لسنوات عديدة في أكبر 100 شركة في إيران بناءً على التقييم الذي يحمله معهد الإدارة الصناعية . 

## منتجات
- كابرا 2
- كابرا
- كارا 200

## روابط خارجية
- الموقع الرسمي